# Діалекти кримськотатарської мови
У кримськотатарській мові розрізняють три основні діалекти: степовий (північний), узбережний (південний) і середній. Останній лежить в основі сучасної літературної мови. При цьому узбережний діалект суттєво відрізняється від інших двох і має багато спільних рис із турецькою мовою. 

## Степовий діалект
Степовий (çöl şivesi) або північний чи ногайський (noğay şivesi) діалект поширений серед кримських татар, що мешкали до депортації 1944 року в степовій (північній) частині Криму. Належить до кипчацької групи. Цей діалект традиційно відносять до ногайсько-кипчацьких мов (на відміну від половецько-кипчацького середнього і огузького узбережного діалектів). Водночас у степовому діалекті немає характерних для ногайських мов змін ш > с, ч > ш.
Важливу роль в етногенезі степових кримських татар зіграли ногайці. З часом назва «ногай» поширилася на всіх жителів кримського степу і неофіційно використовується більшістю кримських татар досі. Через це степовий діалект у побуті часто називають ногайським.

### Говори
У степовому діалекті виділяють три говори: тарханкутсько-євпаторійський (західний), перекопсько-джанкойський (північний) і керченський (східний). Відмінності між ними незначні й зводяться переважно до лексики. Характерною фонетичною рисою керченської говірки є вимова ç/ч  як [ɕ] (звук, близький до російського щ). У керченському та перекопсько-джанкойському говорах є також сильна делабіалізація голосних u, ü (тобто перетворення їх на ı, i).

## Узбережний діалект
Узбережний (yalıboyu şivesi) або південний (cenüp şivesi) діалект поширений серед кримських татар, що мешкали до депортації 1944 року на південному березі Криму. Належить до огузької групи тюркських мов.
Діалект південнобережних кримських татар дуже близький до турецької мови (за деякими ознаками, він ближче до літературної турецької, ніж деякі діалекти власне турецького ареалу). Виділяється значною кількістю грецьких і певною кількістю італійських запозичень. Літературна норма кримськотатарської мови, яку в другій половині XIX століття створив просвітитель Ісмаїл Гаспринський, опирався саме на південнобережний діалект. Натомість сучасна літературна мова кримських татар розвивається на основі середнього діалекту, хоча окремі особливості південнобережного в ній також присутні.
Специфічні фонетичні риси, що відрізняють південнобережний діалект як від турецької мови, так і від двох інших кримськотатарських діалектів:
- перехід твердого q/къ в [x];
- сильна палаталізація (пом'якшення) приголосних у «м'яких» складах.

### Говори
Виділяють три говори узбережного діалекту:
- Західний (ялтинський) говір був поширений від Фороса на заході до Нікіти на сході. Характерні риси: кипчацькі початкові k- і t- замість огузьких g- і d- в більшості слів, афікс теперішнього часу -yır, -yir (відповідає турецькому -yor).
- Середній (алуштинський) говір був поширений від Гурзуфа на заході до Тувака на сході. Характерні риси: огузьке початкове g-, кипчацьке початкове t- замість огузького d- в більшості слів, афікси теперішнього часу -y, -ıy, -iy, -uy, -üy, афікси 1-ї особи множини -ıq, -ik, -uq, -ük.
- Східний (судацький) говір був поширений від Ускюта на заході до Коктебеля на сході. Характерні риси: огузькі початкові g- і d-, афікси теперішнього часу -y, -ıy, -iy, -uy, -üy, афікси 1-ї особи множини -ıq, -ik, -uq, -ük. У говорах деяких сіл м'якому k відповідає специфічний звук, близький до ч.

Загалом, узбережний діалект дуже неоднорідний і мова вихідців майже з кожного села або групи розташованих поруч сіл має свої, унікальні риси, особливо в області лексики. Так, наприклад, говір уродженців села Ускют налічує десятки слів, які не трапляються більше в жодних інших кримських говорах і діалектах.

## Середній діалект
Середній діалект (orta yolaq şivesi) поширений серед кримських татар, що мешкали до депортації 1944 року в середній смузі (orta yolaq) Криму (передгірній і гірській частині півострова між степом і південним берегом). Середній діалект належить до половецько-кипчацької підгрупи кипчацької групи тюркських мов. Лежить в основі сучасної літературного стандарту кримськотатарської мови.
Хоча цей діалект належить до половецько-кипчацької підгрупи, він має значну кількість огузьких елементів. Деякі з них:
- кінцеве -ğ замість кипчацького -w: sağ, ağ, dağ;
- початкові d-, g- замість кипчацьких t-, k- у низці слів (таких слів, однак, досить мало): dügül, dağ, demir, gizli, gece, göl;
- форма утворення імені суб'єкта дії від дієслова на -ıcı, -yıcı, -ici, -yici замість кипчацького -wçı, -uwçı, -wçi, -üwçi: baqıcı, aydayıcı, tikici, diñleyici;
- використання огузької форми віддієслівного іменника на -ma, -me поряд із кипчацькою на -v, -uv, -üv;
- афікс присудковості 1-ї особи однини -m, -ım, -im замість кипчацьких -man, -men або -mın, -min;
- форма дієслова «бути» olmaq замість кипчацького bolmaq;
- значний пласт огузької лексики.

### Говори
Середній діалект дуже неоднорідний. На стиках із двома іншими діалектами (степовим і узбережним) виникли перехідні говори, що поєднують різні риси двох діалектів. Загалом же, в міру просування від кордону степу в глиб гір у напрямку до південного берега півострова зростає число огузьких елементів у говорах вихідців з цих місць. Так, наприклад, для людей, що мають коріння в прикордонних зі степом селах середньої смуги, характерні властиві степовому діалекту дж-кання (початкове c- [дж] замість y- [й]) у низці слів, кінцеве -w замість -ğ і форма дієслова бути bolmaq (замість olmaq), а в говірці вихідців із Байдарської долини спостерігають огузьку форму давального відмінка (-a, -ya, -e, -ye замість -ğa, -ge).